# Acnàter
L'acnàter (Achnatherum calamagrostis), és una espècie de la família de les poàcies o gramínies, molt utilitzada com a planta ornamental i és una nativa de les muntanyes del sud i centre d'Europa, incloent els Països Catalans principalment als Pirineus (manca a les Illes Balears). També pot rebre el nom de sanadella de pedrusca.
És una planta que pot ser perenne en la majoria dels casos, fasciculada glabra de 5 a 120 cm d'alt que fa tofes grosses i compactes. Fulles amb limbe de 20-60 cm x 0,2-0,3 cm. Floreix de maig a agost, amb flors d'aspecte molt fràgil, que donen una lluentor especial daurada a la planta
El seu hàbitat són les pedrusques calcàries i penetra en els rosts argilosos i margosos erosionats. Dels 500 als 1850 m d'altitud.